# Roger Hodgson
Charles Roger Pomfret (Roger) Hodgson (Portsmouth, 21 maart 1950) is een Britse singer/songwriter. Hodgson bepaalde vanaf de oprichting van de band voor een belangrijk gedeelte het geluid van Supertramp. De zanger kwam bij de groep omdat Rick Davies een zwak had voor zijn "high reaching voice". Tijdens zijn Supertramp-jaren bespeelde Hodgson op diverse nummers (in ieder geval) piano, keyboards, gitaar, 12-string gitaar en basgitaar.
Bekende Supertramp-hits die het typische Hodgson-geluid meekregen zijn onder andere Breakfast in America, The Logical Song, Give a Little Bit, Take the long way home, en nog vele andere. In 1983 verliet Roger Hodgson om persoonlijke redenen de formatie om een solocarrière op te bouwen, maar ook om meer tijd met zijn gezin door te kunnen brengen. Dit afscheid leverde een succesvolle tour op (naar aanleiding van het album "Famous Last Words"). De muziek van Roger Hodgson volgde een totaal andere weg dan die van Rick Davies. Bij het uitbouwen van de solocarrière van Roger Hodgson verschenen albums waarop nog steeds het karakteristieke geluid van de Wurlitzer piano te horen is (In the Eye of the Storm, Hai Hai, Open the Door).
Sinds 2004 toert Roger Hodgson weer, eerst als duo met multi-instrumentalist Aaron Mcdonald en tegenwoordig aangevuld met Kevin Adamson (piano/keyboards), David J. Carpenter (bass) en Bryan Head (drums).

## Revalidatie
In 1987 brak Hodgson tijdens het klussen beide polsen. Artsen zeiden dat hij nooit meer zou kunnen spelen. Na anderhalf jaar revalideren was Hodgson genezen en ging hij weer optreden.

## Discografie

### Hitnoteringen
| Single met eventuele hitnotering(en) in de Nederlandse Top 40 | Datum van verschijnen | Datum van binnenkomst | Hoogste positie | Aantal weken | Opmerkingen |
| ------------------------------------------------------------- | --------------------- | --------------------- | --------------- | ------------ | ----------- |
| Had a Dream (Sleeping with the Enemy)                         | 10-1984               | 08-12-1984            | 39              | 3            |             |

### Dvd's
| Dvd's met hitnoteringen in de Nederlandse Music Top 30 | Datum van verschijnen | Datum van binnenkomst | Hoogste positie | Aantal weken | Opmerkingen |
| ------------------------------------------------------ | --------------------- | --------------------- | --------------- | ------------ | ----------- |
| Take the Long Way Home - Live in Montreal              | 2007                  | 29-09-2007            | 9               | 11           |             |

- Bibsys: 7013207
- Biblioteca Nacional de España: XX862207
- Bibliothèque nationale de France: cb13895254h (data)
- Gemeinsame Normdatei: 134407520
- International Standard Name Identifier: 0000 0001 1439 175X
- Library of Congress Control Number: n91074229
- MusicBrainz: 210bf857-3387-4a7e-9301-7eb9c66800d6
- Nationale Bibliotheek van Tsjechië: xx0039236
- Nationale bibliotheek van Australië: 35199673
- Nationale Bibliotheek van Israël: 987007350587505171
- Nederlandse Thesaurus van Auteursnamen: 070134804
- Réseau des bibliothèques de Suisse occidentale: 02-A008975442
- SNAC: w69k78r9
- Système universitaire de documentation: 251285227
- Virtual International Authority File: 19865624
- WorldCat: E39PBJbxJBKyQgGBPW4hgpj6Kd